# تخم کیهانی

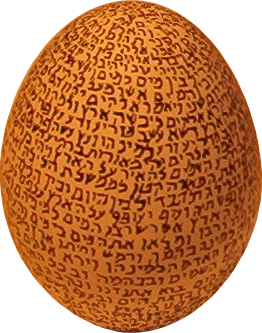
تخم کیهانی که فصل او سوره های بریشت یا افرینش بر روی ان نوشته شده است موزه اورشلیم

تخم جهانی یا تخم کیهانی (به انگلیسی: world egg or cosmic egg) یک موضوع اسطوره‌ای می‌باشد که در افسانه‌های آفرینش بسیاری از فرهنگ‌ها وتمدن‌های باستانی و مدرن یافت می‌شود. به‌طورکلی شکستن این تخم باعث به وجود آمدن جهان هستی شده‌است.

## نوشته‌های مقدس سانسکریتی
نخستین ایده‌های «کیهان تخم مرغی شکل» از برخی از کتاب‌های مقدس سانسکریت برداشت شده‌است. واژه سانسکریت برهم آندا (Brahmanda) (برهم (Brahm) معنای کیهان یا گسترده شدن و آندا (anda) معنای تخم مرغ می‌دهد)

## اسطوره‌های چینی
در اسطوره پانگو، که بدست راهبان تائویست صدها سال پس از لائوتسه گسترش داده شد، در آغاز جهان هستی به مانند یک تخم مرغ بود که در دورن آن خدایی به نام پانگو آفریده شد. و این تخم را دو نیمه کرد نیم از آن آسمان و نیم دیگر زمین را ساخت.